# Perfume 5th Tour 2014「ぐるんぐるん」
『Perfume 5th Tour 2014「ぐるんぐるん」』（パフューム・ フィフス・ツアー 2014 ぐるんぐるん）は、日本のテクノポップユニット、Perfumeの11作目のライブ・ビデオである。
また、Perfumeが2014年に開催し、本作に収録された同名の全国アリーナ・ツアーについても記述する。

## パッケージ
- 初回限定盤：2枚組
- 通常盤：1枚組

Blu-rayの初回限定盤（UPXP-9003/4）と通常盤（UPXP-1005）、DVDの初回限定盤（UPBP-9005/6）と通常盤（UPBP-1005）の全4種でリリースされる。初回限定盤はデジパック仕様で、特典ディスク、フォトブックレットが付く。

## プロモーション
先着予約特典として「Perfume結成15周年記念ステッカー」が付き、店頭抽選特典が当たる抽選会が開催される。

## 収録トラック
DISC1には、2014年8月から9月にかけて全国7都市で開催され約13万人を動員したアリーナツアー『Perfume 5th Tour 2014「ぐるんぐるん」』から、メジャー・デビュー10年目の記念日である9月21日に東京・国立代々木競技場第一体育館で行われたツアーファイナルの模様を収録。舞台転換の演出で流れた「EPISODE 0」やメジャーデビュー曲「リニアモーターガール」を含むアンコールの3曲、ラストにスタッフとファンからメンバーに贈られたサプライズ演出も収められている。
DISC2には特典として、代々木公演4DAYSの各公演におけるメンバー同士の「かけっこ」の様子を集めた「熱き闘いの記録」やデビュー記念日に密着したドキュメンタリー映像、ご当地チーム分けMCが収録される。
| #   | タイトル                             | 作詞 | 作曲・編曲 |
| --- | ------------------------------------ | ---- | ---------- |
| 1.  | 「Opening」                          |      |            |
| 2.  | 「Cling Cling」                      |      |            |
| 3.  | 「Handy Man」                        |      |            |
| 4.  | 「Clockwork」                        |      |            |
| 5.  | 「レーザービーム(Album-mix)」        |      |            |
| 6.  | 「いじわるなハロー」                 |      |            |
| 7.  | 「I still love U」                   |      |            |
| 8.  | 「恋は前傾姿勢」                     |      |            |
| 9.  | 「EPISODE 0」                        |      |            |
| 10. | 「エレクトロ・ワールド」             |      |            |
| 11. | 「DISPLAY」                          |      |            |
| 12. | 「SEVENTH HEAVEN」                   |      |            |
| 13. | 「「P.T.A.」のコーナー」             |      |            |
| 14. | 「Party Maker」                      |      |            |
| 15. | 「GLITTER」                          |      |            |
| 16. | 「セラミックガール」                 |      |            |
| 17. | 「ジェニーはご機嫌ななめ」           |      |            |
| 18. | 「チョコレイト・ディスコ(2012-mix)」 |      |            |
| 19. | 「Hold Your Hand」                   |      |            |
| 20. | 「リニアモーターガール」(アンコール) |      |            |
| 21. | 「Perfume」(アンコール)              |      |            |
| 22. | 「願い(Album_mix)」(アンコール)      |      |            |

| #  | タイトル                                                  | 作詞 | 作曲・編曲 |
| -- | --------------------------------------------------------- | ---- | ---------- |
| 1. | 「代々木4days かけっこ集〜熱き闘いの記録〜」              |      |            |
| 2. | 「9.21 メジャーデビュー記念日密着リアルドキュメンタリー」 |      |            |
| 3. | 「ご当地チーム分けMC」                                    |      |            |

## 収録されたツアー
『Perfume 5th Tour 2014「ぐるんぐるん」』（パフューム フィフス ツアー にせんじゅうよん ぐるんぐるん）は、Perfumeが2014年夏から秋にかけて開催したライブ・ツアー。
大本彩乃は「約2年間、最先端のテクノロジーと色んなコラボレーションをしてきてグループとしての可能性が広がった」とし、本ツアーは「逆に人間味のあるものになる」と意気込んでいた。
また、メンバーが「昔の楽曲を披露したい」と語っていたとおり、メジャー・デビュー曲「リニアモーターガール」が約7年ぶりに披露された。

### 日程・会場
国立代々木競技場第一体育館での最終公演は、Perfumeのメジャー・デビュー記念日に開催され、同日にメジャー・デビュー10周年、結成15周年に突入した。また、西脇綾香は「同所での前回のライブは、新曲を少しだけしかリリースしていない状況での開催となったり、日本武道館でのライブを開催するという夢の達成がなされたばかりだったりで、モチベーションが湧きにくかった。それにより残してしまった、多少の後悔を払拭しようという思いで臨んだ。」と語っている。また当時、メンバー全員が悔いを残していた。
| 同ツアーのサイトによる |               |          |                                    |
| 公演日                 | 開場 / 開演   | 都道府県 | 会場                               |
| 2014年8月1日           | 18:00 / 19:00 | 広島県   | 広島グリーンアリーナ               |
| 2014年8月2日           | 16:00 / 17:00 | 広島県   | 広島グリーンアリーナ               |
| 2014年8月9日           | 17:00 / 18:00 | 福岡県   | マリンメッセ福岡                   |
| 2014年8月10日          | 16:00 / 17:00 | 福岡県   | マリンメッセ福岡                   |
| 2014年8月19日          | 18:00 / 19:00 | 大阪府   | 大阪城ホール                       |
| 2014年8月20日          | 18:00 / 19:00 | 大阪府   | 大阪城ホール                       |
| 2014年8月30日          | 17:00 / 18:00 | 北海道   | 真駒内セキスイハイムアイスアリーナ |
| 2014年9月5日           | 17:30 / 18:30 | 愛知県   | 日本ガイシホール                   |
| 2014年9月6日           | 16:00 / 17:00 | 愛知県   | 日本ガイシホール                   |
| 2014年9月13日          | 16:00 / 17:00 | 宮城県   | セキスイハイムスーパーアリーナ     |
| 2014年9月17日          | 17:30 / 18:30 | 東京都   | 国立代々木競技場第一体育館         |
| 2014年9月18日          | 17:30 / 18:30 | 東京都   | 国立代々木競技場第一体育館         |
| 2014年9月20日          | 16:00 / 17:00 | 東京都   | 国立代々木競技場第一体育館         |
| 2014年9月21日          | 15:00 / 16:00 | 東京都   | 国立代々木競技場第一体育館         |

### セットリスト
9月21日 東京
1. Cling Cling
2. Handy Man
3. Clockwork
4. レーザービーム
5. いじわるなハロー
6. I still love U
7. 恋は前傾姿勢
8. エレクトロ・ワールド
9. DISPLAY
10. SEVENTH HEAVEN
11. Party Maker
12. GLITTER
13. セラミックガール
14. ジェニーはご機嫌ななめ
15. チョコレイト・ディスコ
16. Hold Your Hand
（アンコール）
17. リニアモーターガール
18. Perfume
19. 願い